# Puente del 8 de Noviembre
El Puente del 8 de Noviembre (en francés: Pont du 8 Novembre) es un puente en la ciudad de Conakri, la capital del país africano de Guinea. Tiene una importancia estratégica, dado que el puente corta el distrito central de negocios del resto de la ciudad. Durante los golpes de estado el puente ha jugado un papel importante.